# Pernik (region)
Pernik är en region (oblast) med 122 421 invånare (2017) belägen i västra Bulgarien. Den administrativa huvudorten är Pernik.  

## Administrativ indelning
Oblastet är indelat i 6 kommuner: Breznik, Kovatjevtsi, Pernik, Radomir, Trăn, Zemen.